# 维克多·阿迪森

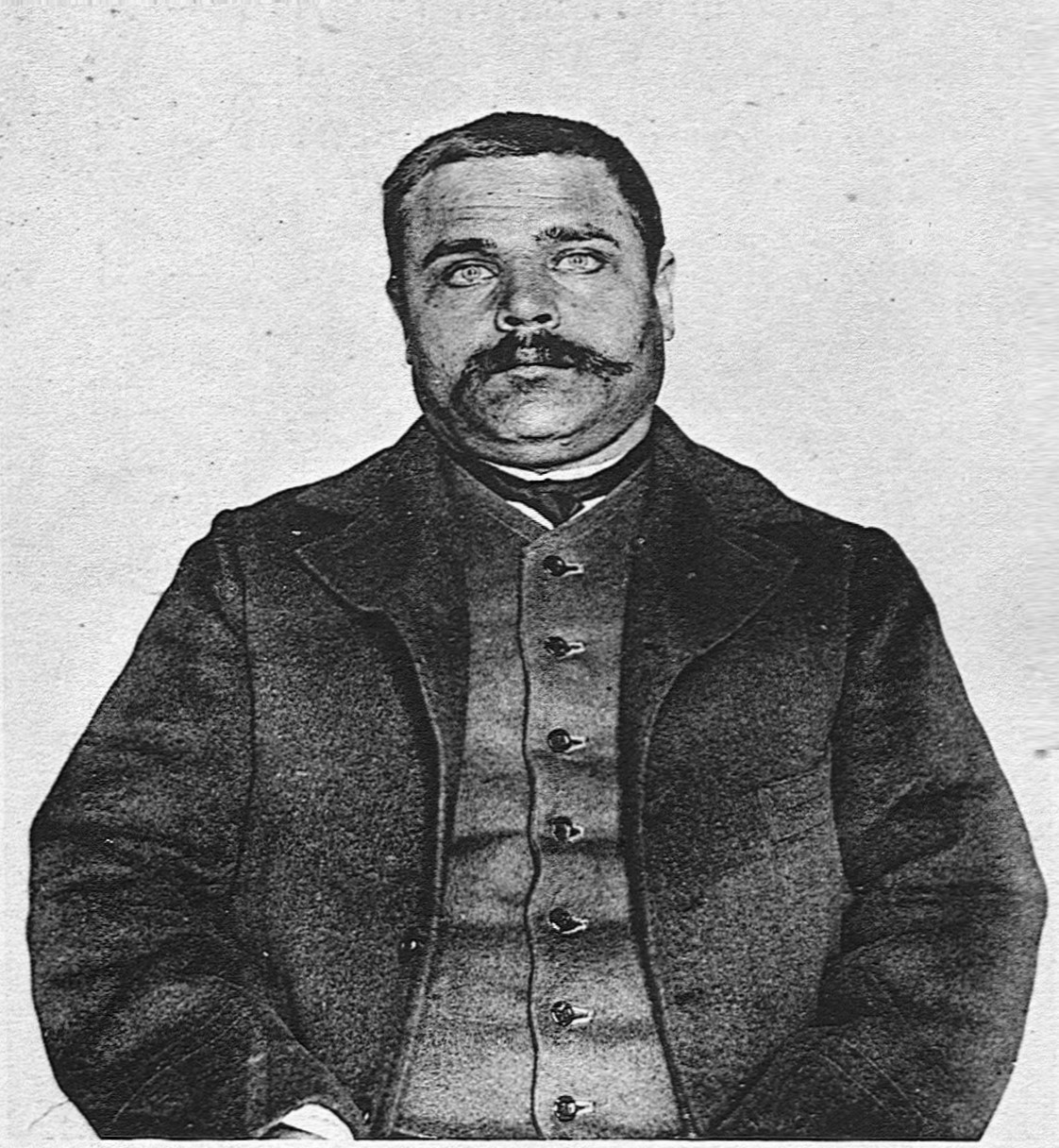
阿迪森於1906年的肖像

维克多·阿迪森（1872年—1944年），绰号“勒米的吸血鬼”（Vampire of Muy），是法国盜墓賊和恋尸癖患者。 
他于1872年9月5日出生在法国东南部普罗旺斯勒米，長大後后成为禮儀師和掘墓人員。他猥褻了许多尸体，特别是年轻妇女的尸体，有時還會肢解尸體并將頭顱砍下。
维克多·阿迪森在1901年被捕，並面臨发掘和破坏尸体等多项指控。
亚历克西斯·埃帕拉德（Alexis Epaulard）博士对阿迪森行為进行過研究，他是最早将戀尸癖和吸血鬼联系在一起的精神病医生之一。埃帕拉德诊断阿迪森患有“虐待狂和恋尸癖（degenerate impulsive sadist and necrophile）”。理查德·冯·克拉夫特-埃宾博士也对该阿迪森进行過研究，他称阿迪森为“没有廉恥感的白癡（moron void of any moral sense）”。
维克多·阿迪森被判在皮埃尔弗迪瓦尔的精神病医院度过余生。